# Juatuba
Juatuba este un oraș în Minas Gerais (MG), Brazilia.